# Ambler (California)
Ambler es un área no incorporada ubicada en el condado de Tulare en el estado estadounidense de California.

## Geografía
Ambler se encuentra ubicada en las coordenadas 36°18′29″N 119°16′56″O / 36.30806, -119.28222.